# Andreas Hahn (Fußballspieler, 1966)
Andreas Hahn (* 6. September 1966) ist ein ehemaliger deutscher Fußballspieler.

## Karriere

### Vereine
Hahn begann beim SuS Oberaden, ein im gleichnamigen Bergkamener Stadtteil ansässiger Verein, mit dem Fußballspielen. Im weiteren Verlauf spielte er auch in Kamen für den dort beheimateten Verein für Leibesübungen. Noch keine 18 Jahre alt, wechselte er am 1. Juli 1984 in die Jugendabteilung von Borussia Dortmund, in der er eine Saison lang aktiv war, bevor er zur Saison 1985/86 in die erste Mannschaft aufrückte. Für den Bundesligisten bestritt er einzig am 17. Juni 1987 (34. Spieltag) beim 4:0-Sieg im Auswärtsspiel gegen Eintracht Frankfurt – mit Einwechslung für Michael Lusch in der 86. Minute – sein einziges Pflichtspiel.
In der Saison 1987/88 kam er ebenfalls zu einem Pflichtspiel – für die SG Wattenscheid 09 in der 2. Bundesliga. Beim torlosen Remis am 1. September 1987 (8. Spieltag) im Heimspiel gegen den Neuling SV Meppen war er 90 Minuten im Einsatz. In der Folgesaison kam er für deren Zweite Mannschaft in der seinerzeit fünftklassigen
Oberliga Westfalen in 21 Punktspielen zum Einsatz und erzielte am 21. August 1988 (2. Spieltag) beim 8:0-Sieg im Heimspiel gegen den Neuling Sportfreunde Siegen mit dem Treffer zum 3:0 in der 41. Minute sein einziges Tor im Seniorenbereich.

### Nationalmannschaft
Als Spieler des VfL Kamen kam er am 13. April 1982 in der Schülernationalmannschaft zum Einsatz, die in Frankfurt am Main die Schülernationalmannschaft Englands mit 3:0 bezwang.

## Erfolge
- U-16-Europameister: 1984